# Owusu Benson
Owusu Benson (* 22. březen 1977) je bývalý ghanský fotbalista.

## Reprezentační kariéra
Owusu Benson odehrál za ghanský národní tým v roce 1999 celkem 1 reprezentační utkání.

## Statistiky
| Ghana  | Ghana  | Ghana |
| Roky   | Zápasů | Gólů  |
| ------ | ------ | ----- |
| 1999   | 1      | 0     |
| Celkem | 1      | 0     |